# Ушастая аурелия
Уша́стая ауре́лия, или ушастая медуза (лат. Aurelia aurita) — вид сцифоидных из отряда дискомедуз (Semaeostomeae). Населяет прибрежные воды морей умеренного и тропического поясов, в том числе Чёрное и Средиземное моря.

## Строение тела

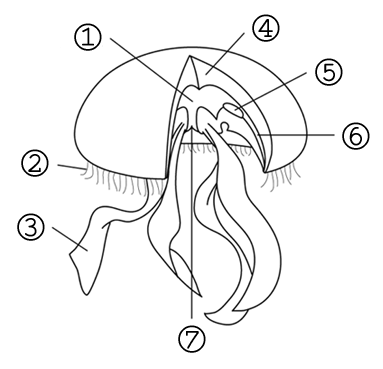
Строение тела аурелии. 1 — желудок; 2 — щупальце; 3 — ротовая лопасть; 4 — купол; 5 — гонада; 6 — пищеварительный канал; 7 — рот

Тело аурелии полупрозрачное, розовато-фиолетовых оттенков. Купол медузы в виде круглого плоского зонтика, по краю которого расположены многочисленные тонкие щупальца, свисающие вниз. Диаметр купола до 40 см (10 см в условиях аквариума). Щупальца усеяны стрекательными клетками, убивающими и парализующими мелких животных. В центре купола расположены гонады в виде четырёх ярких фиолетовых колец. При взгляде на купол сверху просматривается желудок, состоящий из четырёх карманов и радиально отходящих от него пищеварительных каналов. По краю зонтика имеются небольшие вырезы с утолщениями — краевые тельца (ропалии). В них заключены основные органы чувств медузы — глаза и органы равновесия (статоцисты). В центре нижней вогнутой части зонтика располагается четырёхугольное ротовое отверстие, окружённое четырьмя крупными ротовыми лопастями, напоминающими по форме ослиные уши, за что аурелия и получила своё видовое название ушастая (aurita). По размеру ротовых лопастей можно определить пол медузы. У самок лопасти значительно крупнее, так как в них имеются камеры, в которых происходит развитие личинок.

## Жизненный цикл
Медузы аурелии раздельнополы, живут 6-8 месяцев. Половые продукты (сперматозоиды и яйца) созревают в гонадах, расположенных в карманах желудка. Самцы выбрасывают через рот зрелые сперматозоиды в воду, откуда они проникают в выводковые камеры самок. В выводковых камерах происходит оплодотворение яиц и их развитие. Полностью сформированные личинки планулы покидают выводковые камеры и 2-7 суток плавают в толще воды в поисках наиболее подходящего субстрата для дальнейшего развития. Прикрепившись к субстрату, личинка трансформируется в одиночный полип — сцифистому, которая активно питается, увеличивается в размерах и может размножаться бесполым способом, отпочковывая от себя дочерних сцифистом. Весной начинается процесс поперечного деления сцифистомы — стробиляция и формируются личинки медуз эфиры. Они выглядят как прозрачные звёздочки с восемью лучами, у них нет краевых щупалец и ротовых лопастей. Эфиры отрываются от сцифистомы и уплывают, а к середине лета постепенно превращаются в медуз.

## Образ жизни

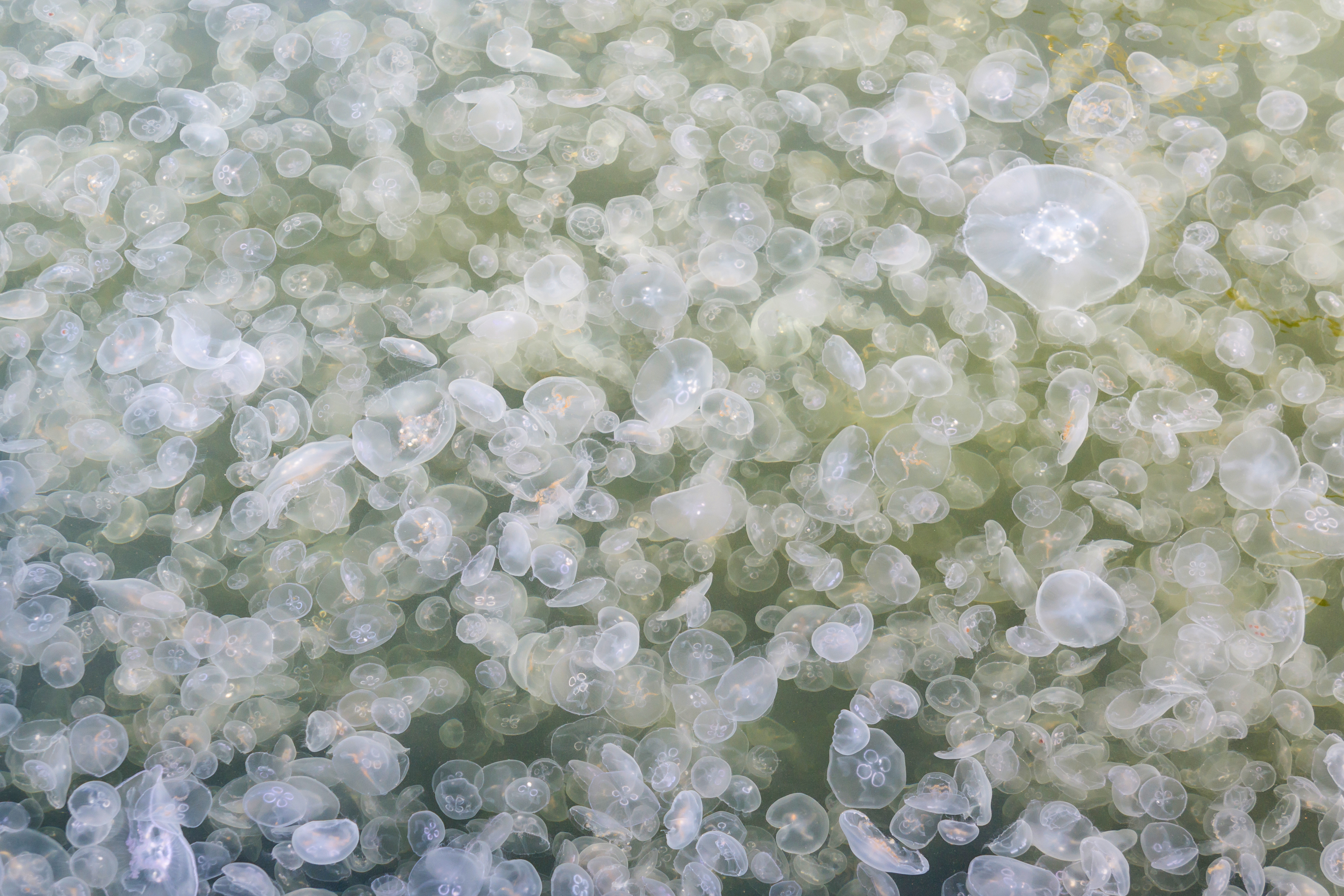
Скопление аурелий

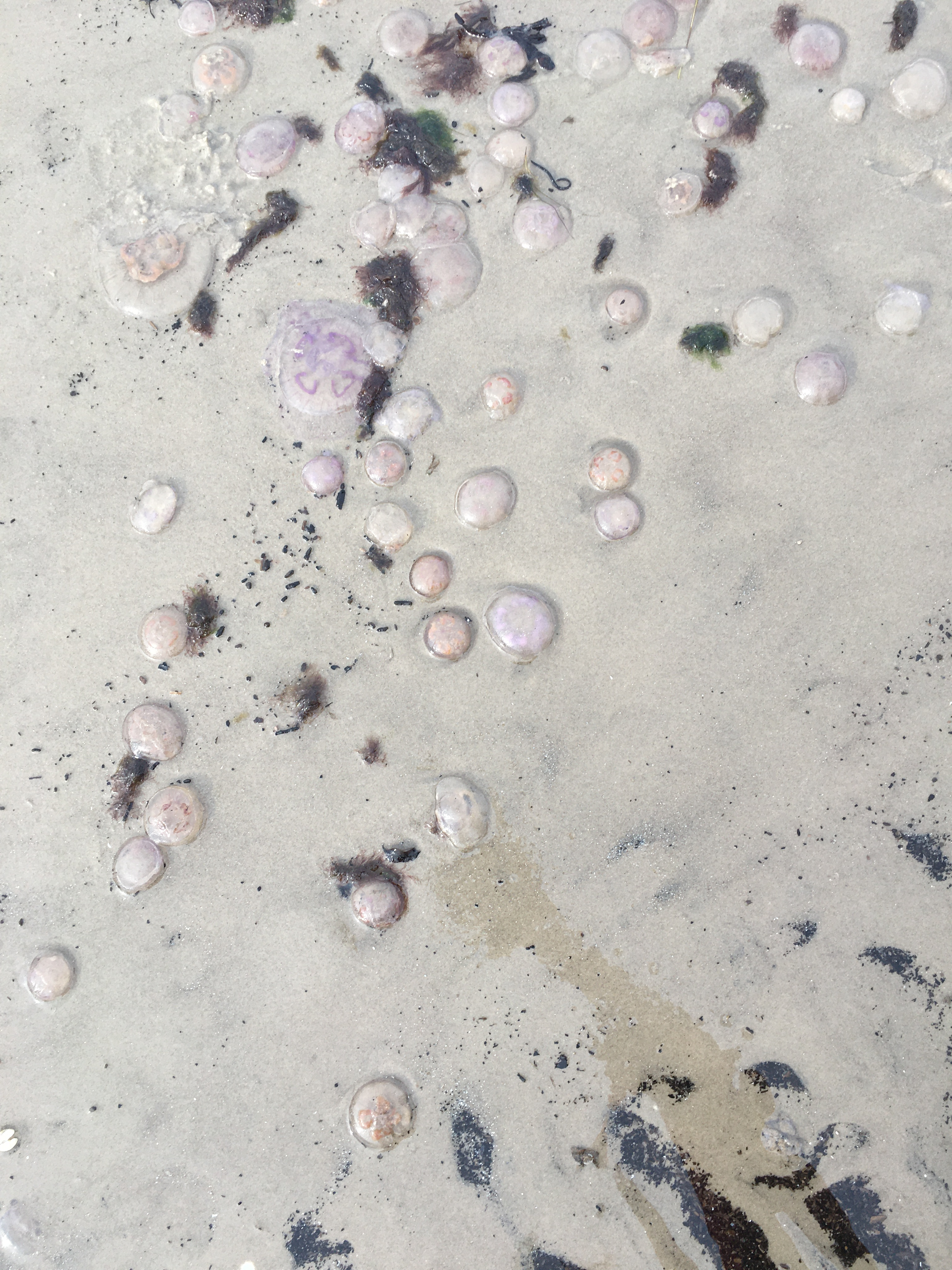
Аурелий выбросило на пляж

Аурелии ведут пелагический образ жизни, встречаются в поверхностных водах как у берега, так и вдали от него. Иногда медузы формируют протяжённые плотные скопления. Ушастая аурелия — эврибионтный вид, способный выдерживать значительные колебания температур и солёности воды, чем и обусловлено его широкое распространение.
Основную пищу аурелий составляет мелкий зоопланктон. При плавных сокращениях купола краевые щупальца подгоняют планктонные организмы к ротовым лопастям. Нижний край ротовых лопастей усажен короткими подвижными щупальцевидными выростами, снабжёнными стрекательными клетками. С их помощью пища улавливается, парализуется и направляется в рот.
Прежде считалось, что ушастая аурелия не опасна для человека. Однако в последнее время было зафиксировано несколько случаев довольно сильных ожогов, вызванных этим видом медуз в Мексиканском заливе и у побережья Англии. Медузы этого вида, обитающие в российских морях, для купающихся людей не опасны, действие их яда слабее, чем ожог крапивы.